# Contarinia calophacae
Contarinia calophacae är en tvåvingeart som beskrevs av Fedotova 1989. Contarinia calophacae ingår i släktet Contarinia och familjen gallmyggor.
Artens utbredningsområde är Kazakstan. Inga underarter finns listade i Catalogue of Life.